# الإقناع في القراءات السبع
كتاب الإقناع في القراءات السبع، لأحمد بن علي بن أحمد بن خلف الأنصاري الغرناطي المعروف بابن الباذش، عالم بالقراءات، كان خطيب غرناطة،  قال عنه الذهبي: «كان مقرئا حاذقا مجودا عارفا باللغة محدثا، له معرفة بالأسماء، وفيه دين وخير، كتب عنه الناس كثيرا». 
والكتاب في علم القراءات وهو: «علم بكيفية أداء كلمات القرآن واختلافها معزوًّا لناقله. فخرج بهذا التعريف علم: اللغة، والنحو، والتفسير، أو هي مذهب يذهب إليه إمام من الأئمة مخالفًا به غيره في النطق بالقرآن الكريم، مع اتفاق الروايات عنه. وهي اختلاف في اللهجات وكيفية النطق وطرق الأداء».
وقد ذكر المؤلف سبب تأليف الكتاب فقال: "ذكرنا أن الكتاب يتبع كتابين قبله، وقد طالع فيهما مؤلف الكتاب فرأى أن يؤلف كتابا يجمع محانهما ويضيف ويهذب، يقول: " وإني تأملت كتابي الشيخين الإمامين: أبي محمد مكي بن أبي طالب القيسي، وأبي عمرو عثمان بن سعيد القرشي -رضي الله عنهما- "التبصرة" و"التيسير"، فألفيت معناهما للاسمية موافقا، وباطنهما للعنوان مصاحبا مرافقا؛ لأنهما قرباهما للمبتدئ الصغير، وقصدا قصد التبصير والتيسير، وطولا مدى الكلام القصير، ولا درك عليهما، بل لهما الدرك والسبق الذي لا يدانى ولا يدرك، لكن في كتابيهما مجال للتهذيب، ومكان للترتيب".

## اسم الكتاب والمؤلف
اسم الكتاب: الإقناع في القراءات السبع.
المؤلف: أحمد بن علي بن أحمد بن خلف الأنصاري الغرناطي المعروف بابن الباذش، عالم بالقراءات، كان خطيب غرناطة، 
قال عنه الذهبي: «كان مقرئا حاذقا مجودا عارفا باللغة محدثا، له معرفة بالأسماء، وفيه دين وخير، كتب عنه الناس كثيرا». 

## الموضوع العام للكتاب
الكتاب من الكتب المختصة بعلم القراءات، وهذا الكتب مختص بالقراءات السبع، تبع فيه كتاب: "التبصرة في القراءات السبع" لأبي محمد مكي بن أبي طالب وكتاب "التيسير" لأبي عمرو عثمان بن سعيد الداني، وكلاهما صدور عن الدار، وإن لم يأت بكل ما في "التبصرة" من طرق بل ذكر في الأصول من قرأه ناسبا الخلاف لصاحبه".

## سبب تأليف الكتاب
ذكرنا أن الكتاب يتبع كتابين قبله، وقد طالع فيهما مؤلف الكتاب فرأى أن يؤلف كتابا يجمع محانهما ويضيف ويهذب، يقول: "وإني تأملت كتابي الشيخين الإمامين: أبي محمد مكي بن أبي طالب القيسي، وأبي عمرو عثمان بن سعيد القرشي -رضي الله عنهما- "التبصرة" و"التيسير"، فألفيت معناهما للاسمية موافقا، وباطنهما للعنوان مصاحبا مرافقا؛ لأنهما قرباهما للمبتدئ الصغير، وقصدا قصد التبصير والتيسير، وطولا مدى الكلام القصير، ولا درك عليهما، بل لهما الدرك والسبق الذي لا يدانى ولا يدرك، لكن في كتابيهما مجال للتهذيب، ومكان للترتيب، فكم هناك من منفرد حِيل بينه وبين أخيه، ونازح عن أمه وأبيه، ومنفصل عن فصيلته التي تؤويه.
ولما طالت بهما الغصة، ولاحت لي فيهما الفرصة، ورجوت أن أفوز باهتبالها، وأحرز ما يبقى من صيتهما وجمالها، واستخرت الله تعالى في ضم الشكل إلى شكله، وجمع ما تشتت من شمله، ورد النازح إلى أهله، في كتاب يسري في الآفاق نجما، ويكون كأحدهما حجما".

## مصطلحات مهمة
القراءات: "القراءات علم بكيفية أداء كلمات القرآن واختلافها معزوًّا لناقله. فخرج بهذا التعريف علم: اللغة، والنحو، والتفسير، أو هي مذهب يذهب إليه إمام من الأئمة مخالفًا به غيره في النطق بالقرآن الكريم، مع اتفاق الروايات عنه.
وهي اختلاف في اللهجات وكيفية النطق وطرق الأداء فقط، من إدغام وإظهار، وتفخيم وترقيق، وإمالة وإشباع، ومد وقصر، وتشديد وتخفيف، وتليين، إلخ، نزل بها جبريل على النبي صلى الله عليه وسلم، فأقرأها رسول الله صلى الله عليه وسلم صحابته".
الأصول: هي ما كثر دورانه من حروف القرآن الكريم وكلماته، بحيث تكوّن قواعد عامة يندرج تحتها جزئيات كثيرة، ومن ثمّ تعم أحكامها وتطرد في القرآن الكريم كله. وقد درج مصنفو القراءات على تقديم مباحث الأصول في مؤلفاتهم على مباحث فرش الحروف أي المسائل والأحكام الجزئية، وهو باختصار: ما كون قاعدة عامة يمشي عليها القارئ في كل القرآن، مثل: إمالة الألف المتطرفة مثل الدنيا.
الفرش: هو ما قلّ دورانه من حروف القرآن الكريم المختلف في طريقة أدائها بين القراء، فنص على مواضعها دون تعميم حكمها، وسميت فرشا لكونها منثورة مفروشة في مواضعها من السور، فهي أحكام جزئية لا كلية، وقد أفرد المصنفون لكل سورة من سور القرآن الكريم بابا، وجل هذه من باب الفرش، وهو باختصار: الكلمات المختلف في قراءتها في سور القرآن الكريم ولا يكون أصلا مطردا في كل القرآن.
الإمالة: معنى الإمالة أن تنتحي بالفتحة نحو الكسرة انتحاء خفيفا، كأنه واسطة بين الفتحة والكسرة، فتميل الألف من أجل ذلك نحو الياء، ولا تستعلي كما كانت تستعلي قبل إمالتك الفتحة قبلها نحو الكسرة، والغرض بها أن يتشابه الصوت مكانها، ولا يتباين.

## منهجه في الكتاب
1. قسم كتابه قسمين كعادة كتب القراءات، فقدم ذكر الأصول، ثم ثنى بفرش السور.
2. أخذ بكتابي مشايخه وهذبهما أولا، وأضاف إليهما ما احتاج إلى إضافة.
3. يبدأ بذكر أقوال من سبقه، ثم يصحح أو يضعف أو يضيف.

## محتويات الكتاب
- مقدمة: بدأ الكتاب بمقدمة ذكر فيها سبب تأليفه ومنهجه باختصار.
- باب: أسماء القراء ورواتهم وأسانيدهم، وفي هذا الباب ترجم للقراء السبعة وذكر أسانيدهم كما نص على ذلك في العنوان وساق إسناده إليهم.
- باب الاستعاذة.
- باب التسمية.
- باب الإدغام.
- باب الإمالة.
- باب الراءات.
- باب اللامات.
- باب المد.
- باب سكت حمزة.
- باب اختلاس الحركات وإسكانها.
- باب الهاءات.
- باب ياءات الإضافة.
- باب الزوائد.

ثم بدأ بفرش الحروف من سورة الفاتحة إلى الناس.

## مصطلحات المؤلف
لا شك أن لكل مؤلف في القراءات مصطلحا خاصا به، أو مصطلحا يعتمد عليه من خلال المنظومة التي يشرحها، والمصطلحات التي اعتمدها ابن الباذش في هذا الكتاب هي:
1. الحرميان: نافع وابن كثير.
2. الكوفيون: عاصم وحمزة والكسائي.[10]

## مميزات الكتاب
1. تميز الكتاب بالوضوح والسهولة والسلاسة.
2. الترتيب والتبويب، فقد فصل في الأبواب أولا، فذكر الأصول كلها، ثم بدأ بذكر الفرش، على خلاف كتب أخرى تجعل القرآن أربعة أقسام مثل كتاب البدور الزاهرة في القراءات العشر المتواترة لعبد الفتاح بن عبد الغني بن محمد القاضي (1403هـ)، ومشى بعض الكتب الأخرى وفق منظومة معينة، أما هذا الكتاب فقد أحسن في الترتيب والتبويب.
3. أنه يجمع الأقوال السابقة، ويعقب عليها، فيصحح ويخطئ ويضيف.

## طبعات الكتاب
1. طبعة دار الصحابة للتراث، بتحقيق جمال الدين محمد شرف.
2. طبعة دار الفكر، بتحقيق جمال الدين محمد شرف.
3. طبعة جامعة أم القرى، بتحقيق: عبد المجيد قطامش، في مجلدين.
4. طبعة دار الكتب العلمية، بتحقيق أحمد المزيدي.